# Bukowiec
Bukowiec es un municipio rural y una localidad del distrito de Świecie, en el voivodato de Cuyavia y Pomerania (Polonia).

## Geografía
La localidad de Bukowiec se encuentra en el centro norte de Polonia, a unos 14 km al oeste de Świecie, la capital del distrito, y a unos 39 al nordeste de Bydgoszcz, la capital del voivodato. El municipio limita con otros cinco —Drzycim, Lniano, Pruszcz, Świecie y Świekatowo— y tiene una superficie de 111 km² que abarca, además de la localidad de Bukowiec, a Bramka, Branica, Budyń, Franciszkowo, Gawroniec, Jarzębieniec, Kawęcin, Korytowo, Krupocin, Plewno, Poledno, Polskie Łąki, Przysiersk, Różanna y Tuszynki.

## Demografía
En 2011, según la Oficina Central de Estadística polaca, el municipio tenía una población de 5198 habitantes.